# Kanton Champigny-sur-Marne-1
Het kanton Champigny-sur-Marne-1 is een kanton in het Franse arrondissement Nogent-sur-Marne in het departement Val-de-Marne in de regio Île-de-France. Het kanton heeft 51 932 inwoners.
Het kanton werd opgericht bij  decreet van 17 februari 2014, met uitwerking in maart 2015.

## Gemeenten
Het kanton Champigny-sur-Marne-1 omvat enkel het westelijk deel van de gemeente Champigny-sur-Marne.